# Système d'alerte des tsunamis dans l'océan Indien

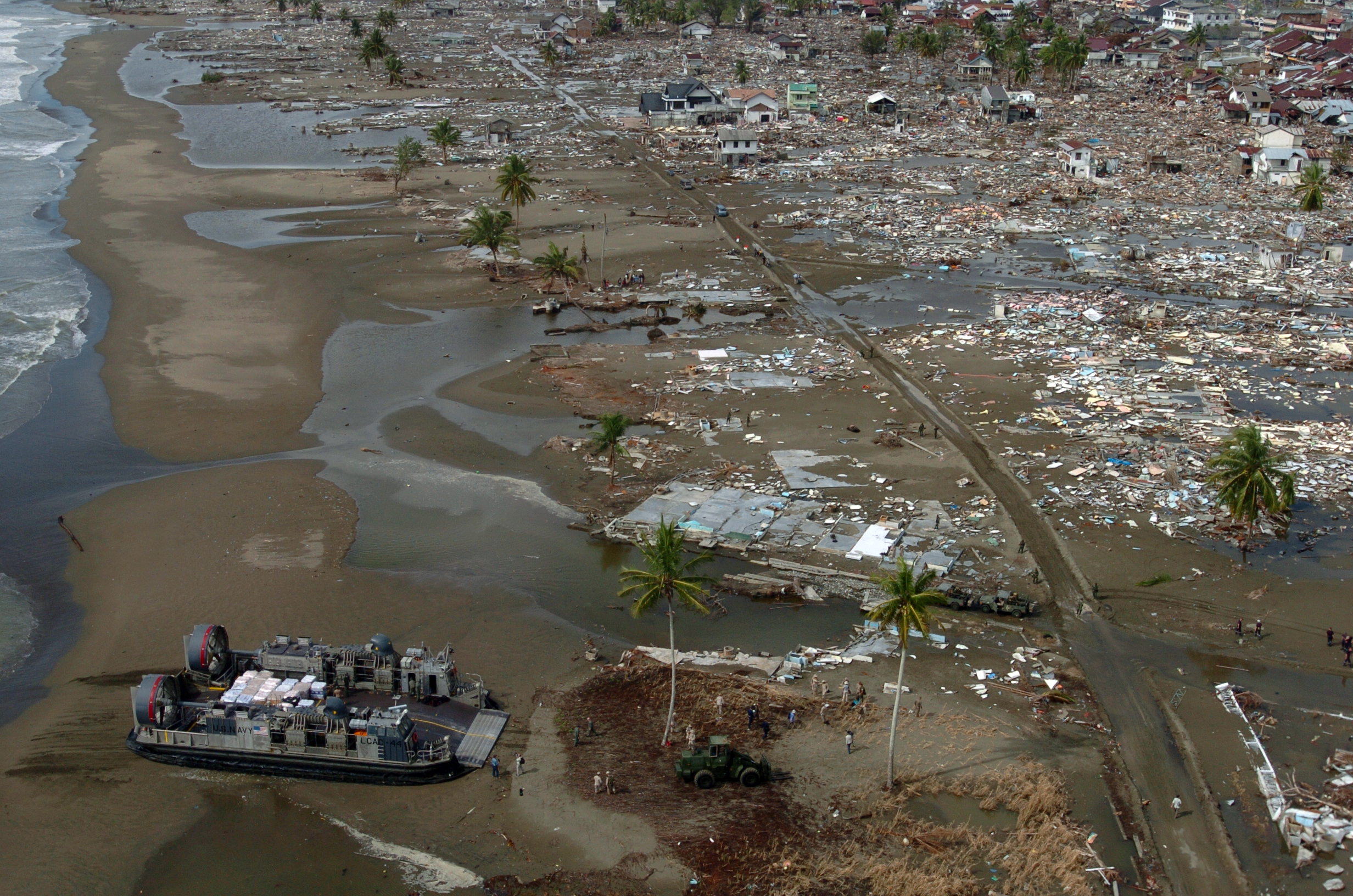
Dégâts dans la ville indonésienne de Meulaboh à la suite du séisme du 26 décembre 2004 dans l'océan Indien, événement déclencheur de la création du système d'alerte des tsunamis dans l'océan Indien.

Le système d'alerte des tsunamis dans l'océan Indien, en anglais Indian Ocean Tsunami Warning System, est chargé de surveiller et de gérer la menace des tsunamis dans l'océan Indien. Ce système d'alerte de tsunami est créé lors d'une conférence de l'Organisation des Nations unies en janvier 2005 à Kōbe, au Japon, à la suite du séisme du 26 décembre 2004 dans l'océan Indien. Ses infrastructures reposent sur 25 sismographes retransmettant leurs informations à 26 centres de surveillance.